# Де-Столпен
Де-Столпен (нід. De Stolpen) — селище в нідерландській провінції Північна Голландія. Входить до муніципалітету Схаген.
Його площа становить 3,72 км², а населення станом на 2021 рік складало 180 осіб.